# Serritslev Kirke
Serritslev Kirke er en kirke i landsbyen Serritslev beliggende nær ved bronzealderhøjen Klanghøj hvorpå klokkestablen står.
Kirken er opført i midten af 1100-tallet af granitkvadre i romansk stil. Soklen er af granitkvadre med skråkant. Både skib og kor har blytag. Et våbenhus er tilføjet på nordsiden i 1500-tallet opført af røde munkesten der er kalket hvide og har tegltag. På nordmuren findes to små oprindelige vinduer. På sydmuren af koret findes et oprindeligt vindue. De tre vinduer i skibet er nyere. På sydsiden ses en tilmuret dør hvor mændene skulle gå ind. Helt op i nyere tid sad kvinderne i venstre side, spindesiden, mens mændene sad i højre side, sværdsiden, i kirkerne. Både i skibet og i koret på sydsiden ses små firkantede huller i muren, det samme i nordsiden af koret. De stammer fra middelalderen hvorigennem spedalske kunne få nadveren.
I 1529 måtte kirken aflevere sin klokke til kongens kanonstøberi i København. En anden klokke fra ca. 1550 opbevares på Vendsyssel Historiske Museum i Hjørring. Den nuværende klokke stammer fra 1934 og blev støbt på A/S Jysk Jernstøberi i Brønderslev.
Kirkens indre blev i slutningen af 1950'erne restaureret. Ved samme lejlighed blev der indsat nye stolerader.
Døbefonten af granit stammer sandsynligvis fra kirkens opførelse. Dåbsfadet af messing bærer årstallet 1714, men menes at være 100 år ældre. Dåbskanden stammer fra 1985.
Krucifikset på sydvægen stammer fra middelalderen og har oprindeligt været ophængt over korbuen.
Alterbordet der er af granitkvadre, og den trefløjede altertavle af egetræ er fra 1959. Prædikestolen, til hvilken opgangen findes i korets indvendige mur er fra 1626.
Sognet, der fra middelalderen var kirkeligt anneks til Vrå og Em, blev i 1835 selvstændigt sogn, og fik i 1859 Vestre Brønderslev sogn som anneks, for i 1886 at blive anneks til dette sogn.

## Eksterne kilder og henvisninger
- Wikimedia Commons har flere filer relateret til Serritslev Kirke
- Serritslev Kirkegård Arkiveret 28. september 2007 hos  Wayback Machine
- Serritslev Kirke hos KortTilKirken.dk